# Západofríská Wikipedie
Západofríská Wikipedie (západofrísky Frysktalige Wikipedy) je verze Wikipedie v západofríštině. Byla založena v roce 2002. V lednu 2022 obsahovala přes 47 000 článků a pracovalo pro ni 9 správců. Registrováno bylo přes 41 000 uživatelů, z nichž bylo okolo 80 aktivních. V počtu článků byla 99. největší Wikipedie.